# سران دولت (فیلم)
سران دولت (انگلیسی: Heads of State) یک کمدی اکشن آمریکایی محصول ۲۰۲۵ به کارگردانی ایلیا نایشولر با بازی ادریس البا، جان سینا، پریانکا چوپرا، جک کواید، پدی کانسیداین، استیون روت و کارلا گوجینو است. 
فیلم «سران دولت» در تاریخ ۲ ژوئیه ۲۰۲۵ توسط استودیوهای آمازون ام‌جی‌ام از طریق پرایم ویدیو در سراسر جهان منتشر شد. این فیلم عموماً نقدهای مثبتی دریافت کرد.

## خلاصه داستان
داستان دربارهٔ دو رهبر جهانی است که باید رقابت خود را کنار بگذارند تا پس از تبدیل شدن به هدف یک دشمن خارجی بی‌رحم، یک توطئه جهانی را خنثی کنند.

## ساخت
فیلمبرداری در می ۲۰۲۳ در لندن آغاز شد. فیلمبرداری در سالن سنت جورج لیورپول در ژوئن ۲۰۲۳ ادامه یافت. بعداً در ژوئیه و اوت، فیلمبرداری لوکیشن برای برخی صحنه‌های تعقیب و گریز به تریسته منتقل شد. در ماه مه ۲۰۲۴، صحنه‌های دیگری در بلگراد، صربستان فیلمبرداری شد.

## بازخوردها
- در وب‌سایت جمع‌آوری نقد و بررسی راتن تومیتوز، دارای ۶۹٪ تائیدیه براساس رای ۱۰۷ نقد منتقدان است. اجماع این وب‌سایت می‌گوید: «برخورد صمیمانه سران کشورها با مسائل ژئوپلیتیک ممکن است تا حدی بیش از حد بامزه باشد، اما اتحاد کمدی بین ادریس البا و جان سینا در این فیلم اکشن جذاب همچنان قوی است.»
- در متاکریتیک که از میانگین وزنی استفاده می‌کند، بر اساس نظر ۱۹ منتقد، امتیاز ۵۷ از ۱۰۰ را به این فیلم اختصاص داده است که نشان‌دهنده نقدهای «مختلط یا متوسط» است.